# Otočić Krknata
Otočić Krknata är en ö i Kroatien.   Den ligger i länet Zadars län, i den södra delen av landet, 220 km söder om huvudstaden Zagreb. Arean är 0,43 kvadratkilometer.
Terrängen på Otočić Krknata är platt. Öns högsta punkt är 13 meter över havet. Den sträcker sig 1,1 kilometer i nord-sydlig riktning, och 0,9 kilometer i öst-västlig riktning.